# Bohuslav Bílejovský
Bohuslav Bílejovský (asi 1480 Malín – 8. ledna 1555 Praha) byl český staroutrakvistický kněz a kronikář.

## Život
Vyrostl asi v Kutné Hoře, vysvěcen byl asi v Itálii. Poté působil na kněžských místech v Kutné Hoře, Čáslavi, Mělníku a od začátku 30. let je uváděn v Praze, zde dokonce krátkou dobu působil v dolní konzistoři, pak přechodně v Táboře (kde měl působit proti luterskému vlivu šířenému knězem Martinem Hánkem z Betléma). Dožil nemocný u přítele Pavla Bydžovského-Smetany na faře u sv. Havla.

## Dílo
Bílejovský se stal známý především svým dílem Kronika česká, které vyšlo roku 1536 v Norimberku. Základ díla je v apologetice přijímání podobojí (zde obhajuje myšlenku, že přijímání podobojí je původnější než pod jednou způsobou), za tím účelem se autorovi podařilo shromáždit velké množství podkladů. Dokazuje mj., že svátost oltářní byla v českých zemích podávána laikům již od dob Cyrila a Metoděje. Přišel též s argumentem, že čeští utrakvisté se neodštěpili od katolické církve, ale naopak jsou „praví Římané“. Jako staroutrakvista se negativně vymezuje proti radikálnímu husitství a hlavně Jednotě bratrské. První vydání kroniky (dochované pouze v jednom exempláři v Národní knihovně ČR) je také hezkým příkladem dobového tiskařského umu. Dílo vydal na svůj náklad lékař a profesor Karlovy univerzity Jan Chocenský, rovněž stoupenec konzervativního utrakvismu.